# 3-氨基-5-甲基己酸
3-氨基-5-甲基己酸（或称为β-高亮氨酸，β-Homoleucine）是一种β-氨基酸，分子式C7H15NO2，存在对映异构体。